# Von Bernstorff

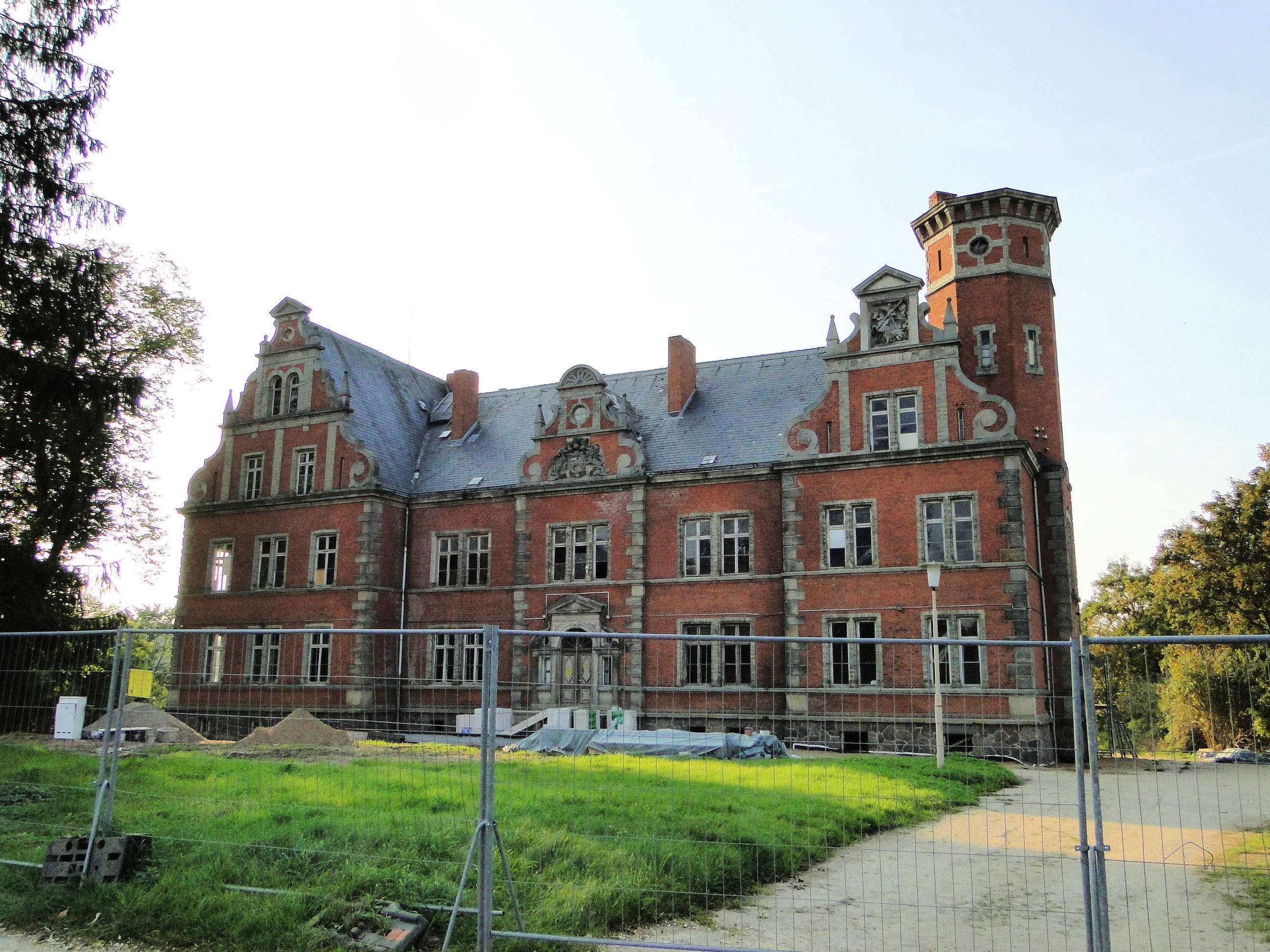
Huis Bernstorf in neo-Nederlandse renaissancestijl (1879-1882)

Von Bernstorff is een uit Mecklenburg afkomstig oeradellijk geslacht dat het gelijknamige stamslot Bernstorf tot in de 20e eeuw bezat.

## Geschiedenis
De bewezen stamreeks begint met Johann Bernstorp die tussen 1411 en 1423 als knape van Bernstorff wordt vermeld. Nazaten werden in de adelstand opgenomen van  verschillende vorstendommen zowel van Duitsland, Oostenrijk als van Denemarken. Zo vond in 1716 erkenning als Reichsfreiherr plaats, in 1719 erkenning in Hannover en in 1767 verheffing tot Deens graaf (met de rang van lehnsgraf). Andere takken behoren tot de ongetitelde adel en dragen het adelspredicaat "von".
De familie houdt onder auspiciën van de familiestichting iedere twee jaar een familiedag sinds 1726, op het sinds 1694 in familiebezit zijnde slot Gartow.
De tak Bernstorff-Wehningen werd in Nederland bekend door de aankoop in 1893 door Berthold graaf von Bernstorff (1842-1917) van de heerlijkheid Schiermonnikoog. Een andere band met Nederland ontstond door het huwelijk in 1920 van Sinemie van Braam (1890-1951), lid van de familie Van Braam, met Werner Friedrich Bechtold Eberhard Hartwich Hermann graaf von Bernstorff (1891-1992), planter op Java, van wie de dochter Josine gravin von Bernstorff (1922) in Nederland woont.
De familie werd bekend door een sociologische studie van de adelskundige Eckart Conze over de geschiedenis van de Duitse adel in de 20e eeuw.

## Enkele telgen
- Berthold graaf von Bernstorff, heer van Jasebeck (1842-1917), koper van de heerlijkheid Schiermonnikoog
  - Georg-Ernst graaf von Bernstorff, heer van Wehningen en Schiermonnikoog (1870-1939), lid van de Duitse Rijksdag
    - Bechtold graaf von Bernstorff, heer van Wehningen en Schiermonnikoog (1902-1987)

### Andere telgen
- Christian Günther graaf von Bernstorff (1769-1835), diplomaat en Deens minister van Buitenlandse Zaken
- Johann Heinrich von Bernstorff (1862-1939), diplomaat